# مایکل برت
مایکل بَـرِت (انگلیسی: Michael Barrett؛ زادهٔ ۲۸ مهٔ ۱۹۷۰) فیلم‌بردار اهل ایالات متحده آمریکا است. وی مدرک کارشناسی هنر را از دانشگاه کالیفرنیا، لس آنجلس و کارشناسی ارشد را از دانشگاه کلمبیا دریافت کرد و از اعضای فعال انجمن فیلم‌برداران آمریکا است.
از فیلم‌ها یا مجموعه‌های تلویزیونی که وی در آن‌ها نقش داشته است، می‌توان به بوس بوس بنگ بنگ، تد، تد ۲، عمل بد، نگهبان باغ‌وحش، باکی لارسون: ستاره مادرزاد، تو حریف زوهان نمی‌شی، داستان‌های زمان خواب، سارقان، همه‌چیز باید برود، یک میلیون راه برای مردن در غرب، سی‌اس‌آی و سی‌اس‌آی: میامی اشاره نمود.